# Трофимова, Варвара Петровна
Варвара Петровна Трофимова (25.08.1911 — 07.10.1990) — доярка совхоза «Якутский» Вилюйского района Якутской АССР, Герой Социалистического Труда.
Родилась 25 августа 1911 года в семье крестьянина-бедняка на территории нынешнего Бёкчёгинского наслега Вилюйского улуса Республики Саха (Якутия).
Работала по найму у зажиточных крестьян. В 1931 году окончила батрацкие курсы в Вилюйском районе. С 1932 года член ВКП(б)/КПСС.
Работала продавцом, в 1934—1937 годах — заведующей молочно-товарной фермой в Якутском районе Якутской АССР. В 1937—1939 годах — мастер на Якутском молокозаводе.
С 1939 года на партийной и советской работе: секретарь Якутского райкома ВКП(б), секретарь Горного райкома ВКП(б) по кадрам, заведующая отделом Якутского райисполкома.
В 1946 г. по собственному желанию перешла в сельское хозяйство и 20 лет отработала дояркой совхоза «Якутский» Вилюйского района.
Одной из первых в Якутии получила в среднем на каждую корову своей группы сначала 3000, а потом 3500 килограммов молока.
Указом Президиума Верховного Совета СССР от 7 марта 1960 года в ознаменование 50-летия Международного женского дня, за выдающиеся достижения в труде и особо плодотворную общественную деятельность присвоено звание Героя Социалистического Труда.
С 1966 г. на пенсии.
Депутат Верховного Совета Якутской АССР V созыва.
Жила в Вилюйском районе. Умерла 7 октября 1990 года.